# Karlslunds IF
Karlslunds idrottsförening bildades den 27 april 1920 i stadsdelen Karlslund i Örebro. Fotboll var den första verksamhet som man ägnade sig åt. Godsägare Theodor Dieden, på Karlslunds herrgård, ställde välvilligt mark till förfogande och så uppstod Karlslunds IP. Samma år bildades även sektionen allmän idrott (fri idrott) i Karlslunds IF och därefter utökades föreningen slag i slag med flera sektionsgrenar.
Ursprungligen bedrevs alltså verksamheten i olika sektioner, men numera är dessa ombildade till fristående grenföreningar med Karlslunds IF som moderorganisation. För mer information om de olika grenföreningarna, hänvisas till respektive grenförening.
Klubben har idag en gedigen träningsanläggning, Karlslund Arena, på Rosta gärde och omgivningarna där vid foten av Karlslunds herrgård. Herrfotbollslaget spelar sina matcher där, medan det allsvenska damfotbollslaget spelar på Behrn Arena.

## Grenföreningar
- Bandy, se vidare Karlslunds IF BF
- Baseboll/Softboll, se vidare KIF Eagles Baseboll & Softboll
- Bowling, se vidare KIF Bowling, har Strike & CO i Örebro som hemmahall.
- Damfotboll, se vidare KIF Örebro DFF
- Herr- och damfotboll, se vidare Karlslunds IF FK
- Gymnastik, se vidare Gymnastikföreningen Örebro
- Simning, se vidare Örebro Simallians
- Skidor, se vidare Karlslunds IF skidor